# NGC 2244
NGC 2244, aussi connu sous le nom de Caldwell 50, est un très jeune amas ouvert, situé dans la constellation de la Licorne.  Il a été découvert par l'astronome britannique John Flamsteed en 1690. Cet amas a été redécouvert par John Herschel en mars 1830 et il a été ajouté au New General Catalogue sour la désignation NGC 2239.
Cet amas est situé dans la nébuleuse de la Rosette.

## Les étoiles de NGC 2244
Étant donné son très jeune age, cet amas renferme plusieurs étoiles de type O, des étoiles très chaudes qui génèrent une grande quantité de radiations ainsi que de puissants vents stellaires. L'âge de cet amas a été estimé à un peu moins de 8 millions d'années. Ses deux étoiles les plus brillantes sont HD 46223, de type spectral O4V, qui est 400 000 fois plus brillante et 50 fois plus massive que le Soleil, et HD 46150, de type spectral O5V, laquelle est 450 000 fois plus lumineuse et 60 fois plus massive que notre étoile.  Il se pourrait que ce soit une étoile double.

## Distance et caractéristiques physiques de NGC 2244
NGC 2244 est à environ 1 445 pc (∼4 710 al) du système solaire. La taille apparente de l'amas est de 24 minutes d'arc, ce qui, compte tenu de la distance, donne une taille réelle maximale d'environ 33 années-lumière. L'âge de cet amas est estimé à environ 8 millions d'années.
Selon la classification des amas ouverts de Robert Trumpler, cet amas renferme moins de 50 étoiles (lettre p) dont la concentration est moyenne (II) et dont les magnitudes se répartissent sur un grand intervalle (le chiffre 3).

## Galerie

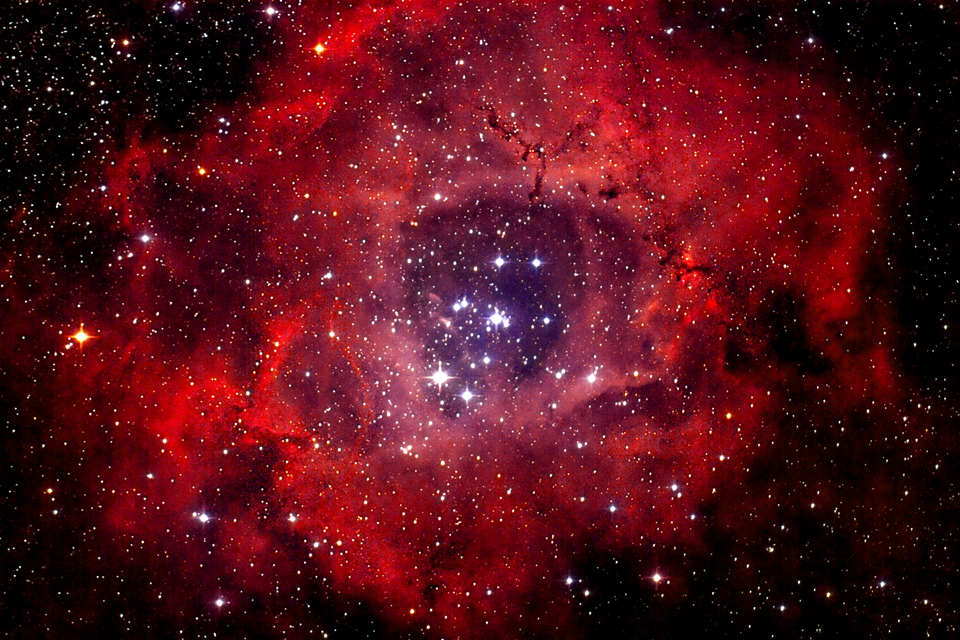
La nébuleuse de la Rosette et l'amas NGC 2244 par Andreas Fink, astronome amateur.
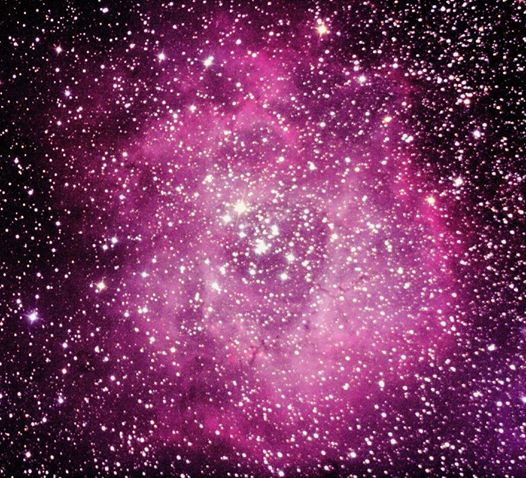
La nébuleuse de la Rosette et l'amas NGC 2244 par David Moug, astronome amateur.
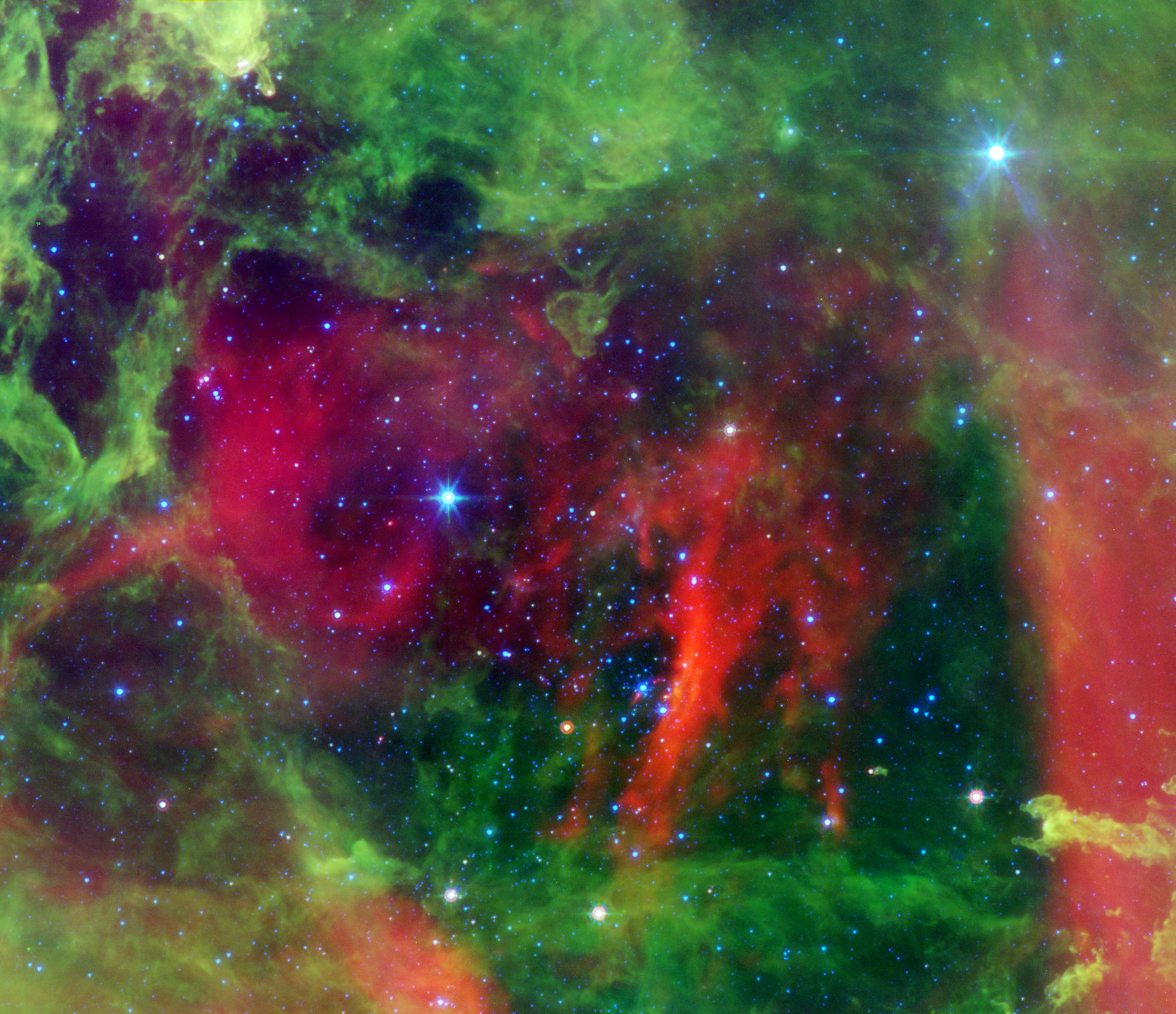
NGC 2244 au cœur de la nébuleuse de la Rosette, par le télescope spatial Spitzer.